# ロルフ・ショック
ロルフ・ショック (Rolf Schock、1933年4月5日 - 1986年12月5日）は、スウェーデンの哲学者、芸術家。フランスでドイツ系の両親のもとに生まれる。ショック賞は彼の遺産をもとに設けられた。

## 生涯
ショックの両親は1931年、ドイツを離れアメリカ合衆国に移住し、彼自身もドイツ系アメリカ人となった。ショックはニューメキシコ大学で地質学、心理学、数学を学び、1955年に卒業すると、1956年から1960年までカリフォルニア大学ロサンゼルス校で論理学と哲学を学んだ。1960年、ショックはスウェーデンのストックホルムに移住し、ストックホルム大学で哲学を学び、1968年博士号を得るとウプサラ大学の助教授の職を約束された。
1964年から1969年の間、ショックはストックホルムにある芸術大学にも通い、哲学、論理学の研究の傍ら、絵画や写真の研究にもうちこんだ。彼は論理学、哲学を専門としていたが、大学で非常勤講師をしたり、夜間学校で教えたりして、生涯安定した教授職に就くことはなかった。数年間ストックホルムにある王立の工科大学で教えたこともあった。
1986年ショックは事故で亡くなった。彼はだれも予想しなかった莫大な財産を残していた。それをもとにショック賞が設立され、1993年以来2年ごとに賞が送られている。